# Línea 7A (Suburbanos Montevideo)
La línea 7A de la red de transporte suburbano une la terminal Baltasar Brum con la ciudad de Pando en el departamento de Canelones. Es considerada uno de los primeros recorridos de la entonces Compañía de Ómnibus de Pando.

## Creación
En los años veinte un grupo de transportistas comenzó a prestar un servicio de transporte en pequeñas unidades, entre Montevideo y Pando, por la ruta 8. Para los años treinta, específicamente en 1930 el grupo de transportistas decide unificarse y conformar la Cooperativa de Ómnibus de Pando, y denominar al servicio Montevideo - Pando, como 7A, en referencia  a la seccional 7.ª de la Policía de Canelones con asiento en Pando.

## Características
Conecta el departamento y ciudad de Montevideo con la ciudad de Pando en departamento de Canelones, circulando principalmente por la avenida 8 de octubre, el camino Maldonado y la Ruta 8. También poseen el kilómetro 22½ de Ruta 8 como destino intermedio

### Variantes locales
- P7A Pando - Kilómetro 22 ½ de la Ruta 8 (mediante el Camino Ventura / barrio Los Aromos).
- P7A Pando - Kilómetro 22 ½ de la Ruta 8 (por Villa Guadalupe / Villa Manuela)